# Georg Finger
Georg Finger (* 19. Juli 1787 in Frankfurt am Main; † 1. Januar 1874 ebenda) war ein Politiker der Freien Stadt Frankfurt.
Georg Finger war Handelsmann und gemeinsam mit Samuel Gottlieb Finger Teilhaber der Firma Lorenz Friedrich Finger Wollwaren in Frankfurt am Main. Von 1844 bis 1866 war er als Ratsverwandter Mitglied im Senat der Freien Stadt Frankfurt. Er gehörte der Ständigen Bürgerrepräsentation 1834 bis 1840 an.